# TSJの今夜もゲネプロ〜緞帳上がります!〜
『TSJの今夜もゲネプロ〜緞帳上がります!〜』（ティーエスジェイのこんやもゲネプロどんちょうあがります）は、2011年からエフエム沖縄（FM沖縄）で土曜19:00 - 19:55に放送されているバラエティ番組である。

## 出演者
- TEAM SPOT JUMBLE

## コーナー
- TSJのパロディCM
- ダジャレバトル
- あるあるあるある あるよね!
- TSJ専門学校　時間かかるな～
- オッディの三割モノマネ　TSJバージョン